# Universiti Brunei Darussalam
Universiti Brunei Darussalam (jawi: يونيبرسيتي بروني دارالسلام), UBD – narodowy uniwersytet Brunei, zlokalizowany w stolicy, Bandar Seri Begawan, pierwszy uniwersytet założony w Brunei.

## Historia
Uczelnia została założona 28 października 1985 roku, rok po odzyskaniu przez kraj pełnej niepodległości, przyjmując na początku 176 studentów na studia czteroletnie. UBD to pierwszy uniwersytet założony w Brunei.
Początkowo uniwersytet mieścił się w gmachu szkoły podstawowej, a w 1995 roku został przeniesiony pod obecny adres przy Jalan Tungku Link. Uczelnia podzielona jest na osiem wydziałów, prowadzi dziewięć instytutów naukowych wraz z ośrodkami wspomagającymi w takich obszarach jak studia nad islamem, przedsiębiorczość, sztuki piękne, nauki ścisłe, studia nad zdrowiem, studia azjatyckie, politologia, edukacja, bioróżnorodność i technologie zintegrowane.
Godło uniwersytetu składa się z siedmiu symbolicznych elementów (patrząc od góry): rozłożonej księgi symbolizującej Koran, nazwy uniwersytetu w zapisie kufickim, stalówki, niebieskiego elementu łączącego w sobie litery „u”, „b” i „d”, przy czym w kole utworzonym przez nałożone na siebie „brzuszki” „b” i „d”, na żółtym królewskim tle, znajduje się czerwony symbol zaczerpnięty z flagi Brunei, oraz zielonego półksiężyca ze złotymi płomieniami na krańcach – reprezentującego islam jako fundament życia narodu – w który wpisano dewizę uczelni „Ku ludzkiej doskonałości”.
Na uczelni studiuje prawie 3 tys. studentów, z czego 21% to studenci z zagranicy (stan na 2017). Zajęcia prowadzone są w języku angielskim.

## Wydziały i instytuty
UBD dzieli się na osiem wydziałów, siedem instytutów badawczych i dwa ośrodki wspomagające (stan na 2017): 
- wydziały:
  - Academy of Brunei Studies (pol. „Akademia Studiów nad Brunei”)
  - Faculty of Arts and Social Sciences (pol. „Wydział Sztuki i Nauk Społecznych”)
  - UBS School of Business and Economics (pol. „Szkoła Biznesu i Ekonomii”)
  - Faculty of Science (pol. „Wydział Nauk Ścisłych”)
  - Faculty of Integrated Technologies (pol. „Wydział Technologii Zintegrowanych”)
  - Institute of Policy Studies (pol. „Instytut Studiów Politologicznych”)
  - Sultan Hassanal Bolkiah Institute of Education (pol. „Instytut Edukacji im. sułtana Hassanala Bolkiaha”)
  - PAPRSRB Institute of Health (pol. „Instytut Zdrowia”)
- instytuty:
  - Centre for Advanced Materials and Energy Sciences (pol. „Ośrodek Badań nad Materiałami Zaawansowanymi i Nauk Energetycznych”)
  - Centre for Advanced Research (pol. „Ośrodek Badań Zaawansowanych”)
  - e-Governement Innovation Centre (pol. „Ośrodek Innowacji e-Government”
  - Institute for Leadership, Advancement and Innovation (pol. „Instytut Przywództwa, Postępu i Innowacji”)
  - Institute for Biodiversity and Environmental Research (pol. „Instytut Bioróżnorodności i Badań Środowiska”)
  - SOAS Centre for Islamic Studies (pol. „Ośrodek Studiów nad Islamem”)
- ośrodki wspomagające:
  - Language Centre (pol. „Ośrodek Językowy”)
  - Centre for Life-Long Learning (pol. „Ośrodek na rzecz uczenia się przez całe życie”)

## Ranking QS
W rankingu najlepszych szkół wyższych na świecie publikowanym przez The Times Higher Education oraz przez organizację Quacquarelli Symonds (QS) – QS World University Rankings – Universiti Brunei Darussalam zajmuje 329. miejsce (123. miejsce w rankingu uczelni azjatyckich) (ranking na 2018 rok).